# Peter Ax
Peter Ax, né le 29 mars 1927 et mort le 2 mai 2013, est un biologiste allemand, spécialisé dans l'étude des animaux multicellulaires.

## Publications

### Auteur
- The phylogenetic system: The systematization of organisms on the basis of their phylogenesis, éd. Wiley & Sons, Chichester (1987)
- Systematik in der Biologie. Darstellung der stammesgeschichtlichen Ordnung in der lebenden Natur, éd. Fischer, Stuttgart (1988)
- Das System der Metazoa. Ein Lehrbuch der phylogenetischen Systematik, 3 volumes, éd. Gustav Fischer Verlag, Stuttgart/Spektrum Akademischer Verlag, Heidelberg (1995),  (ISBN 3-8274-0972-1),  (ISBN 3-8274-0973-X),  (ISBN 3-8274-1179-3), les trois volumes,  (ISBN 3-8274-1186-6)
  - traduction anglaise : "Multicellular Animals", éd. Springer Verlag, Berlin (1996),  (ISBN 3-540-60803-6),  (ISBN 3-540-67406-3),  (ISBN 3-540-00146-8)
- Multicellular Animals: A New Approach to the Phylogenetic Order in Nature
- Multicellular Animals: The Phylogenetic System of the Metazoa

- avec Ulrich Ehlers et Beate Sopott-Ehlers, Free-Living and Symbiotic Plathelminthes: Proceedings of the Fifth International Sympsoium on the Biology of Turbellarians Held at Gottingen, Federal, International Symposium on the Biology of "Turbellarians" 1987 Gottingen
- avec W. Gerok, Ordnung Und Chaos in Der Unbelebten Und Belebten Natur, éd. Gesellschaft Deutscher Naturforscher und Arzte

### Éditeur
- Microfauna Marina, (mai 1996)

## Taxonomie

### Espèces nommées en l'honneur de Peter Ax
- Polystyliphora axi Curini-Galletti & Martens, 1991

### Taxons décrits par ou avec la participation de Peter Ax
- Embranchement des Gnathostomulida (Ax, 1956) Riedl, 1969
- Famille des Mariplanellidae Ax & Heller (d), 1970
  - Mariplanella Ax & Heller, 1970
    - Mariplanella frisia Ax & Heller, 1970
- Famille des Polystyliphoridae Ax, 1958
  - Polystyliphora Ax, 1958
    - Polystyliphora darwini Ax & Ax, 1974
    - Polystyliphora filum Ax, 1958
- Famille des Monotoplanidae Ax, 1958
- Famille des Ciliopharyngiellidae Ax, 1952
  - Ciliopharyngiella Ax, 1952
    - Ciliopharyngiella intermedia Ax, 1952

### Taxons obsolètes décrits par Peter Ax
- Mariplanellinae Ax & Heller, 1970, synonyme de Mariplanellidae
- Tentaculata Ax, 1996, synonyme de Lophophorata
- Convoluta fulvomaculata Ax, 1959, synonyme de Taurida fulvomaculata
- Eubilateria Ax, 1987, synonyme de Nephrozoa